# Esmat Dovlatšáhí
Esmat ol-Molouk Dovlatšáhí (persky عصمت‌الملوک دولتشاهی‎; 1905 Teherán – 10. března 1982 Teherán) byla íránská královna, čtvrtá a poslední manželka Rezy Šáha.

## Raný život
Narodila se v roce 1905. Byla členkou dynastie Kádžárovci. Měla dva bratry a jednu sestru. Její sestřenicí byla Mehrangíz Dovlatšáhí, poslankyně Islámského poradního shromáždění a íránská velvyslankyně.

## Sňatek
Dovlatšáhí a Rezá Šáh se vzali v roce 1923. Byla jeho čtvrtou, poslední a nejoblíbenější ženou. V době svatby byl Rezá Šáh ministrem války. Z tohoto manželství se narodilo pět dětí: Abdol Rezá, Ahmad Rezá, Mahmúd Rezá, Fatimeh a Hamid Rezá Pahlaví. Její manžel se stal íránským šáhem v roce 1925.
Žili v Mramorovém paláci v Teheránu se svými dětmi.Svého manžela doprovázela na Mauricius, když tam byl v září 1941 vyhoštěn, ale po několika měsících se vrátila do Íránu.

## Pozdější život a smrt
Po íránské islámské revoluci v roce 1979 zůstal v Íránu. V roce 1980 navštívila muzeum Rezy Šáha v jihoafrickém Johannesburgu. Zemřela 25. července 1995. Byla pohřbena na hřbitově Behešt-e Zahrá v Teheránu.

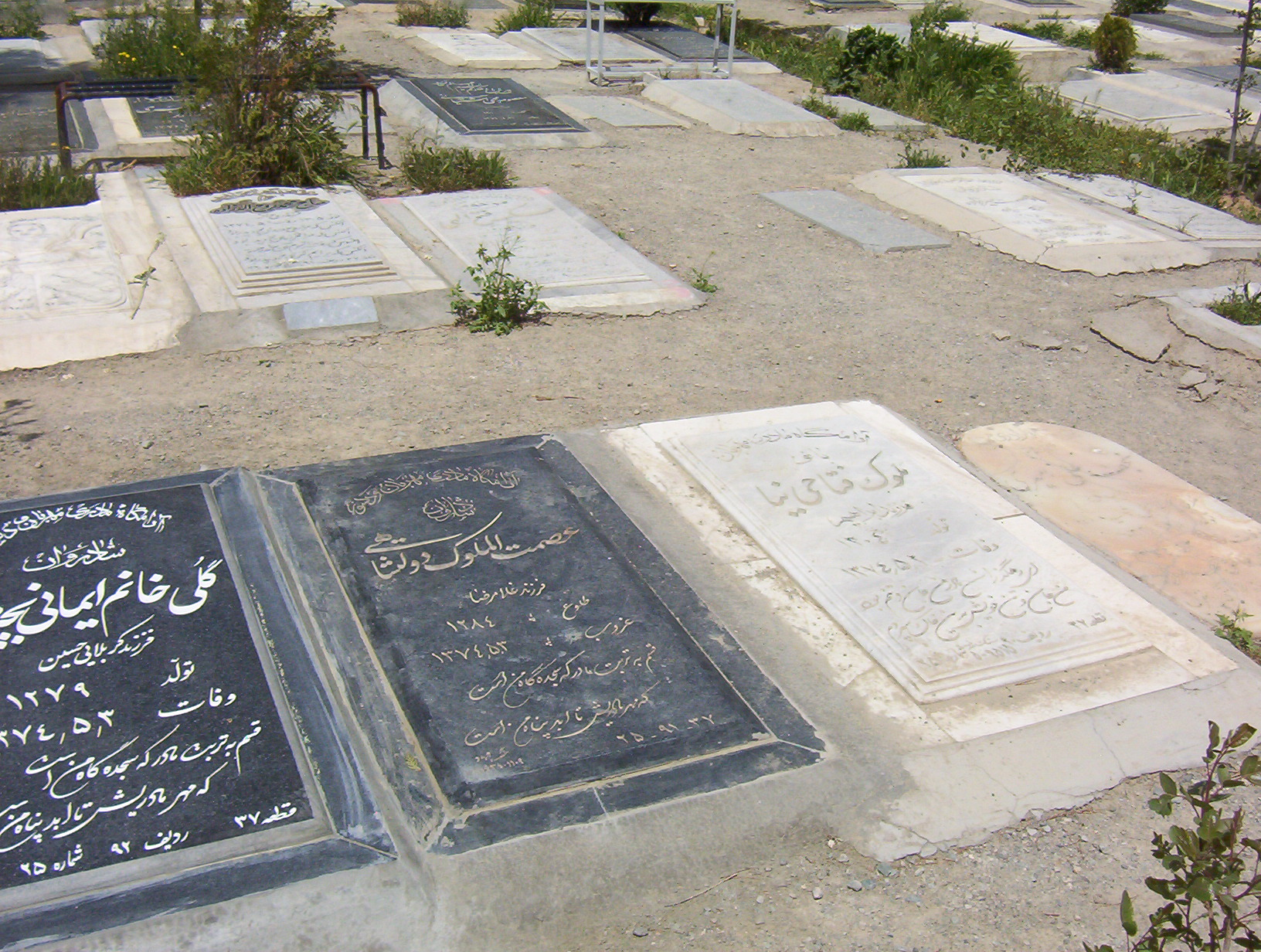
Hrob Esmat Dovlatšáhí (druhý zleva)